# 膠済線
膠済線（こうさいせん）は、中華人民共和国の鉄道路線。山東省済南と青島の約393kmを連絡する。

## 概要
膠済線は膠州湾の青島と山東省の省都済南を結ぶ、山東省を横切る大動脈である。邯済線と一体となり、山西省の石炭を、青島や煙台の港へ運ぶ南ルートとしての役目も担っている。

## 沿革

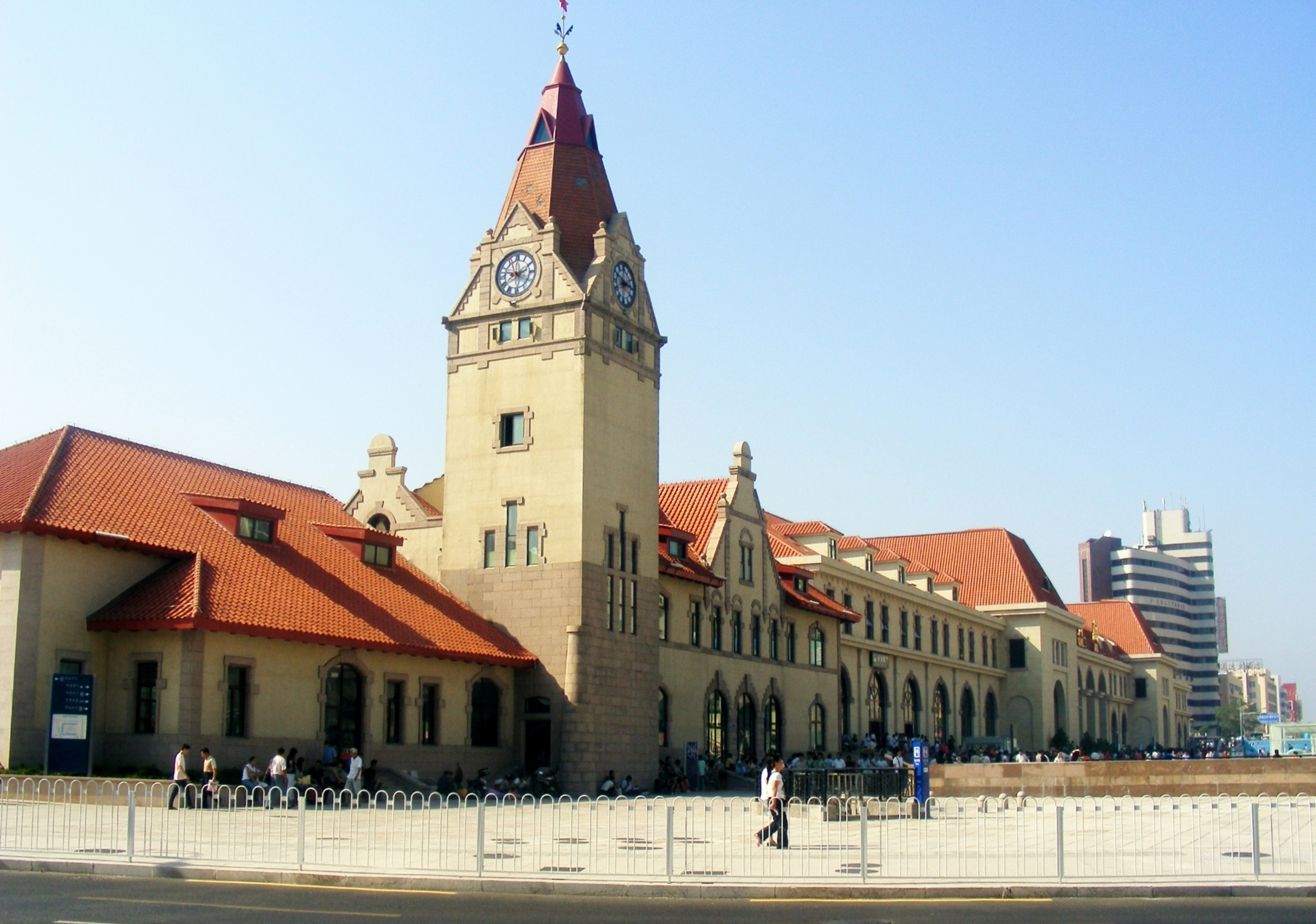
青島駅

- 1898年3月6日 - 清朝とドイツ帝国は独清条約を結び、ドイツ帝国は膠州湾を99年間租借することになり、山東省の鉄道敷設権も認めさせた。
- 1899年6月1日 - ドイツはベルリンにおいて山東鉄路公司を独清条約に基づいて設立。独亜銀行をはじめとする14社の民間企業が参加した。資本金は5400万マルク。
- 1899年9月23日 - 膠済線の建設に着工する。
- 1899年11月 - 高密県（現在の高密市）などにおいて、農民等による膠済線建設反対運動が起き、建設工事が一時ストップする。
- 1901年4月8日 - 青島から膠州までが開通する。
- 1904年6月1日 - 全線開通する。
- 1914年 - 日独戦争勝利により、日本が膠済線を占領する。
- 1922年2月4日 - 山東還付条約が日本と中華民国との間に結ばれ、日本がドイツから奪ったドイツ租借地および膠済線の返還が定められた。
- 1923年1月1日 - 上記条約で認められた条件付ながら中国側に返還された。
- 1937年頃 - 日中戦争に際して日本軍が再占領し、国策会社である華北交通の運営となる。この頃に建設時の出資母体の違いから接続されていなかった京滬線と膠済線の接続工事を行う。
- 1938年 - 津浦線とともに南満州鉄道の管理となる[1]。
- 1945年8月 - 終戦とともに、中国の管理運営になる。
- 1959年 - 複線化工事を開始したが、文化大革命などの影響により度々中断する。
- 1990年 - 複線化工事が漸く完成する。
- 2003年2月19日 - 電化工事を開始する。
- 2005年6月 - 全線電化が完了した。山東省で初めての電化路線となる。
- 2005年9月 - 全国で第1次スピードアップが実施され、青島〜済南間の列車の所要時間が4時間から3時間になる。
- 2007年4月18日 - スピードアップが図られ、日本の新幹線をベースとしたCRH2型電車を導入、最高250km/hで走る。
- 2008年1月23日 - 北京発四方（青島）行きのD59電車が安丘駅と昌邑駅間で線路作業員をはね、18人が死亡する。
- 2008年4月28日 - 淄博市（）の王村駅付近で、北京発四方行きT195列車が脱線したところに、煙台発徐州行きの5034列車が衝突し、72名が死亡、400名以上が負傷した。（詳細は「山東省列車衝突事故」を参照）

## 接続路線
- 藍村駅:藍煙線
- 膠州駅:膠新線、膠黄線
- 済南駅:京滬線、邯済線